# 1 Dywizja Kawalerii (Imperium Rosyjskie)
1 Dywizja Kawalerii (ros. 1-я кавалерийская дивизия) – związek taktyczny Armii Imperium Rosyjskiego.
W 1914 wchodziła w skład Korpusu Grenadierów.

## Struktura organizacyjna
Organizacja w 1914
- Dowództwo dywizji – Moskwa
- 1 Brygada Kawalerii – Twer
  - 1 Moskiewski pułk dragonów
  - 1 Petersburski pułk ułanów
- 2 Brygada Kawalerii – Moskwa
  - 1 Sumski pułk huzarów
  - 1 pułk Kozaków Dońskich
- 1 dywizjon artylerii konnej